# محوطه برآفتاب ۱
محوطه برآفتاب ۱ در شهرستان الیگودرز، بخش بشارت، دهستان پیشکوه ذلقی، ۱/۷ کیلومتری غرب روستای دره ماهی واقع شده و این اثر در تاریخ ۱۸ اسفند ۱۳۸۷ با شمارهٔ ثبت ۲۵۲۲۹ به‌عنوان یکی از آثار ملی ایران به ثبت رسیده است.